# Rudolf Welsersheimb
Rudolf Welser hrabě z Welsersheimbu (Rudolf Maria Josef Leopold Anton Welser Graf von Welsersheimb) (1. března 1842, Vídeň – 25. října 1926, Štýrský Hradec) byl rakousko-uherský diplomat. Od mládí působil na ministerstvu zahraničí a zastával řadu nižších funkcí, poté byl vyslancem v několika evropských zemích i v zámoří. V závěru své kariéry byl rakousko-uherským velvyslancem ve Španělsku (1903–1911).

## Životopis
Pocházel ze starého šlechtického rodu Welserů z Welsersheimbu hraběcí titul od roku 1719). Byl synem diplomata a c.k. komořího hraběte Gottfrieda z Welsersheimbu (1795–1867). Po studiích zahájil svou kariéru jako úředník u zemského soudu ve Štýrském Hradci (1865), po složení diplomatických zkoušek přešel pod ministerstvo zahraničí. Jako diplomat na nižších postech působil v Istanbulu, Berlíně a Římě, v letech 1882–1885 byl velvyslaneckým radou v Petrohradě, poté pracoval ve Vídni na ministerstvu zahraničí. V letech 1888–1889 byl krátce vyslancem v Brazílii, odkud odešel po revoluci a vyhlášení republiky. V letech 1894–1895 vyslancem v Rumunsku, mezitím na ministerstvu zahraničí dosáhl funkce prvního sekčního šéfa a v roce 1894 byl jmenován tajným radou. Pro konání mezinárodní konference v Haagu v roce 1899 mu byl propůjčen dočasný titul velvyslance. Poté nastoupil dlouhodobou dovolenou, ale na přání ministra zahraničí Gołuchowského zůstal v disponobilitě. V letech 1903–1911 byl rakousko-uherským velvyslancem ve Španělsko, v této funkci byl delegátem na mezinárodní konferenci v Algecirasu (1906), která projednávala zájmy evropských velmocí v Maroku. V lednu 1911 byl na vlastní žádost z Madridu odvolán a odešel do penze.

## Tituly a ocenění
V roce 1873 byl jmenován c. k. komořím a jako sekční šéf na ministerstvu zahraničí obdržel titul c. k. tajného rady s nárokem na oslovení Excelence (1894). Během diplomatické služby získal řadu vyznamenání v Rakousku-Uhersku i v zahraničí.
- velkokříž Leopoldova řádu (Rakousko-Uhersko, 1899)
- Řád železné koruny I. třídy (Rakousko-Uhersko, 1897)
- rytířský kříž Leopoldova řádu (Rakousko-Uhersko, 1881)
- rytířský kříž Řádu Františka Josefa (Rakousko-Uhersko, 1869)

- velkodůstojník Řádu čestné legie (Francie)
- Řád svaté Anny I. třídy (Rusko)
- Řád sv. Stanislava II. třídy (Rusko)
- Řád červené orlice I. třídy (Německo)
- Řád koruny (Německo)
- Řád sv. Michaela (Barovsko)
- rytíř Řádu Albrechtova (Sasko)
- Řád Fridrichův (Württembersko)
- Vévodský sasko-ernestinský domácí řád (Sasko)
- Řád rumunské koruny (Rumunsko)
- Řád svatých Mořice a Lazara (Itálie)
- Řád italské koruny (Itálie)
- Řád Takova (Srbsko)
- Řád Medžidie I. třídy (Osmanská říše)
- Řád Osmanie (Osmanská říše)
- Řád vycházejícího slunce I. třídy (Japonsko)
- Řád posvátného pokladu (Japonsko)

Byl dvakrát ženatý (Celestina Zois von Edelstein, 1848–1876; Hildegarda von Uechtritz, 1860–1939), ale zemřel bez potomstva.
Jeho bratranec Zeno Welsersheimb (1835–1921) sloužil v armádě, dosáhl hodnosti c.k. polního zbrojmistra a v rakouské vládě byl dlouholetým ministrem zeměbrany (1880–1905).